# Muhammad Tahir
Muhammad Tahir (sinh ngày 4 tháng 1 năm 1994, ở Jayapura) là một cầu thủ bóng đá người Indonesia thi đấu cho Persipura Jayapura ở Liga 1 ở vị trí tiền vệ phòng ngự hoặc Trung vệ.

## Sự nghiệp

### Persipura Jayapura
Tahir bắt đầu sự nghiệp tại SSB Tunas Muda Hamadi, then được tuyển bởi U-21 Persipura. Năm 2016, Tahir gia nhập đội chính của Persipura tại Piala Bhayangkara 2016. Anh cùng 4 cầu thủ khác ở U-21 Persipura được tuyển bởi Osvaldo Lessa, và Tahir trở thành một trong những cầu thủ nhận được nhiều sự chú ý nhất.
Tahir nằm trong đội hình tham gia Indonesia Soccer Championship. Anh ra mắt trước Bali United F.C. tại vòng 2 của ISC A.